# Župnija Ljubljana - Podutik
Župnija Ljubljana - Podutik je rimskokatoliška teritorialna župnija dekanije Ljubljana - Šentvid nadškofije Ljubljana.